# Mario Cabré
Mario Cabré Esteve (Màrius Cabré i Esteve) (Barcelona, 6 de enero de 1916 - Barcelona, 1 de julio de 1990) fue un torero, actor y presentador de televisión español.

## Trayectoria taurina
Nació en una familia de artistas teatrales, el 6 de enero de 1916, en la calle Aribau número 71, su madre fue bailarina. De origen humilde, se inició en el mundo del teatro como aficionado y luego como profesional. Atraído por la poesía, empezó a escribir a los ocho años. Encontró la afición taurina en los juegos de niño en la plaza de Medinaceli (Barcelona) tras lo cual decidió enfocar su afición y su carrera hacia el mundo taurino.
Comenzó a torear en 1934, bajo el apodo de Cabrerito, debutando en la Plaza de toros Monumental de Barcelona el 23 de septiembre de 1935. Hizo su presentación en Madrid el 10 de agosto de 1941.
El 1 de octubre de 1943 tomó la alternativa de manos de Domingo Ortega como padrino y Luis Gómez Calleja "El Estudiante" como testigo en la Real Maestranza de Sevilla. El toro de la ceremonia se llamaba Negociante de la ganadería de Curro Chica. Confirmó la alternativa en Las Ventas el 8 de octubre de 1943, de manos de Domingo Ortega y Antonio Bienvenida en la corrida de toros del Sindicato Nacional del Espectáculo, lidió el toro Cantito de la ganadería De Vicente Muriel.
Toreó durante cinco años más de seiscientos toros y sufrió cuatro cornadas graves y una veintena de heridas por asta de toro, una de ellas mientras rodaba la película El centauro (1945) rodada con Isabel de Pomés. Su trayectoria como matador de toros fue irregular, elegante, valiente, y dominador de la buena escuela; un torero que dominó el temple. Tuvo un manejo del capote particular, empleándolo con las manos muy bajas con la que marcó una época en el manejo del capote. Conocidas son las verónicas, una suerte que el torero que realizaba de forma única y personal.
Se retiró del mundo del toro en el año 1950, volvió a los ruedos en 1957 donde permaneció hasta su retiro definitivo el 9 de octubre de 1960. Su corrida de toros de despedida fue en la plaza de toros de Palma de Mallorca, donde compartió cartel con Antonio Bienvenida, Joaquín Bernardó y José María Clavel.
Fue un torero elegante, un hombre rebelde, bohemio, culto y artista que orgulloso de ser torero proclamó:

«Sóc torero i català, que equival al ser dues vegades torero»

## Trayectoria como actor, poeta y locutor
Mario Cabré alternó la profesión de torero con las facetas artísticas de actor, poeta, locutor y músico. En 1951, en la coproducción hispano-cubana Una cubana en España con Blanquita Amaro, cantaba con acento andaluz y algo de gracia el conocido bolero María Dolores. Después del retiro de los ruedos en 1960, trabajó durante doce años como relaciones públicas de una empresa de Sabadell del sector textil se dedicó a su faceta artística.
Tuvo una prolífica carrera como actor cinematográfico, participando en películas de temas taurinos como Pandora y el holandés errante (1951) rodada en Tossa de Mar, S' Agaró, Palamós, Platja d' Aro y Girona, con James Mason y Ava Gardner; Tercio de quites (1951), Misión en Buenos Aires, La novia (1955) o Nocturno 29 (1968) junto a Lucía Bosé. En su autobiografía, Ava Gardner dijo de Cabré: «Más cerca frente a frente nuestras auras, / ha brotado el amor que siento mío.» Enamorado de Ava Gardner, reconoció haber mantenido con la actriz un romance a quien dedicó diferentes poemas. Otros de sus romances fueron con Yvonne De Carlo, Irene Papas y Ángela Tamayo.
Como presentador de televisión estuvo presente en los inicios de Televisión española, presentando programas como Club Miramar (1959-1960), junto a Federico Gallo; Bazar (1963) o sobre todo, Reina por un día con José Luis Barcelona, entre 1964 y 1965.
Empezó a escribir a los ocho años atraído por la poesía, su forma de expresión habitual. La primera obra que publicó fue Danza mortal con prólogo de Jacinto Benavente, quien lo menciona como un poeta que sabe torear. Publicó más de veinte libros de poesía en lengua castellana. En su trayectoria como poeta obtuvo el premio Ciudad de Barcelona en 1972 por el poemario Maramor.

## Últimos años
La noche del 8 de mayo de 1976, mientras recibía un homenaje en los salones del Hotel Oriente de Barcelona, sufrió una embolia y un infarto. Tras una intervención de corazón, sufrió una hemiplejía que le paralizó medio cuerpo. Retirado, pasó los últimos años de su vida tratando las secuelas de la parálisis en una clínica de Benicásim, donde aprendió a escribir con la mano izquierda para continuar con su vocación de poeta. Tras dieciocho años la enfermedad coronaria se agravó y su corazón se paró para siempre. Falleció solo, en la Clínica Delfos de Barcelona el 1 de julio de 1990 a los setenta y cuatro años. Sobre su féretro se depositó una montera y uno de sus libros de poemas dedicado a Barcelona, siendo enterrado en el Cementerio de Montjuich de dicha ciudad.[cita requerida]
En uno de los últimos registros que se conservan del poeta, desde una silla de ruedas y con un hilo de voz, se despide: «Mi Alma en pago de vuestra generosidad. Y hasta siempre, queridos amigos.»

## Películas
- 1947. El Centauro. Director: Guzmán Merino.
- 1947. Oro y marfil. Director Gonzalo Delgras
- 1950. La mujer, el torero y el toro. Director: Fernando Butragueño.
- 1951. Pandora y el holandés errante, con James Mason y Ava Gardner. Director: Albert Lewin.
- 1951. Una cubana en España. Director: Luis Bayón Herrera.
- 1951. Tercio de quites. Director: Emilio Gómez Muriel.
- 1953. Siempre Carmen. Director: Giuseppe Maria Scotese.
- 1954. Noches andaluzas. Directores: Ricardo Blasco y Maurice Cloche.
- 1954. Misión extravagante o Misión en Buenos Aires. Director: Ricardo Gascón.
- 1955. La novia. Director: Alberto D'Aversa.
- 1955. Los hampones. Director: Alberto D'Aversa.
- 1955. Marta. Director: Francisco Elías.
- 1955. Noche de tormenta. Directores: Jaime de Mayora y Marcel Jauniaux.
- 1956. La doble mentira. Director: Juan Sires.
- 1957. El diablo de vacaciones. Director: Ferruccio Cerio.
- 1963. Trampa mortal. Director: Antonio Santillán.
- 1967. No compteu amb els dits. Director: Pere Portabella.
- 1968. Nocturno 29, Director: Pere Portabella con Lucía Bosé.

## Teatro
- Història d'un mirall, original de Cecília A. Màntua. Estrenada en el Teatro Romea (Barcelona).
- Mar i cel, original de Àngel Guimerà. Para la compañía de Màrius Cabré.
- Terra baixa, original de Àngel Guimerà. Para la compañía de Màrius Cabré.
- El místic, original de Santiago Rusiñol. Para la compañía de Màrius Cabré.
- Un marit baix de to, adaptación de Joan Cumellas i Graells, con Màrius Cabré y Alady.

## Televisión
- Club Miramar (1959), con Federico Gallo.
- Bazar (1963).
- Reina por un día, con José Luis Barcelona, entre 1964 y 1965.

## Poesía
- ¡Manolete! Poema. 1947.
- Dietario poético a Ava Gardner. 1950.
- Oda a Gala-Salvador Dalí. 1952.
- Canto sin sosiego
- En la residencia. 1969.
- Maramor. 1973.
- Beni-Casim i Tankas. 1978.
- Peldaños de eternidad. 1979.
- Recortes de amor. 1979.
- Pablo Ruiz Picasso y laberintos de redes: Poemas. 1981.
- El apóstol viajero y otros poemas. 1982.
- Meditaciones. 1984.
- Pasos de esperanza. 1986.
- Cántico de brisas: poemas. 1987.

## Discografía
- Don Juan Tenorio. 1963.
- Terra baixa. 1964.
- Antología viva. 1973.